# Новосёлки (Варашский район)
Новосёлки (укр. Новосілки) — село во Владимирецкой поселковой общине Варашского района Ровненской области Украины.
До 2020 года входило во Владимирецкий район.
Население по переписи 2001 года составляло 319 человек. Почтовый индекс — 34311. Телефонный код — 3634. Код КОАТУУ — 5620880903.